# Mariano Roque Alonso

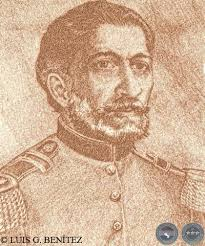
Imagem de Mariano Roque Alonso

Mariano Roque Alonso (? — 1853) foi um militar paraguaio, oficial do governo de José Gaspar Rodríguez de Francia. Cônsul da República do Paraguai. Foi eleito conjuntamente com Carlos Antonio López em 12 de março de 1841 para governar o Paraguai logo depois da morte do Ditador Perpétuo José Gaspar Rodríguez de Francia, a que sucederam-se vários governos militares até a reunião do congresso.
O Congresso restabeleceu o Consulado como forma de governo, sendo eleitos Carlos Antonio López (civil) e Mariano Roque Alonso (militar). Teve a seu cargo o Comando Geral das Armas de 9 de fevereiro de 1841 até 12 de março de 1841 e o cargo de Segundo Cônsul de 12 de março de 1841 até 13 de março de 1844.